# Містичне заручення святої Катерини

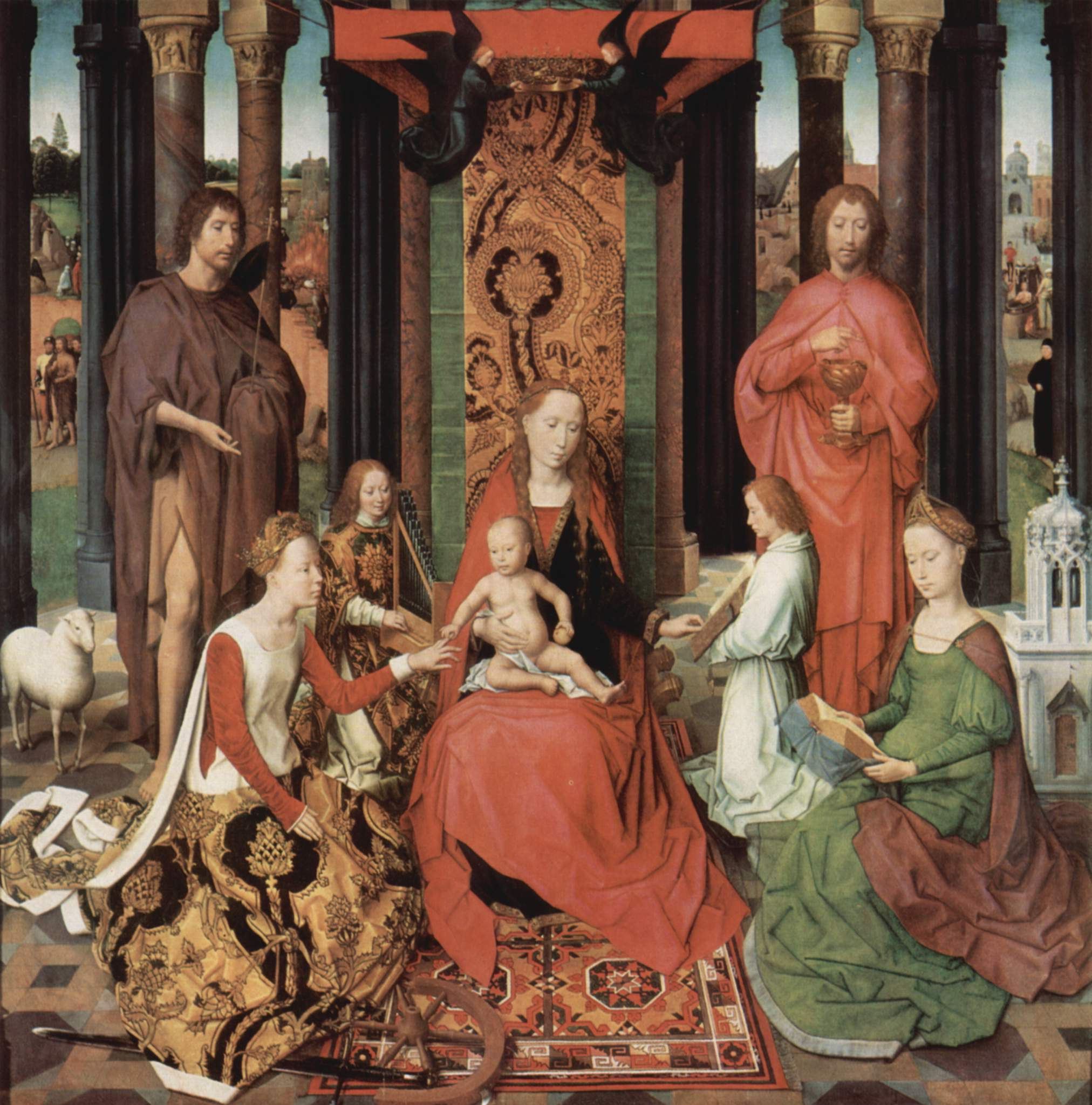
Ганс Мемлінг, «Містичне заручення святої Катерини», Брюгге, 1479

«Містичне заручення святої Катерини», скорочено «Заручини святої Катерини» — іконографічний сюжет християнського релігійного живопису, пов'язаний з двома святими, які носили це ім'я. Відомий з XIV ст. Зустрічається на картинах багатьох європейських живописців — свята Катерина зображується при обміні обручкою з Ісусом Христом, що символізує її духовний зв'язок з ним і те, що вона стала «хрестовою нареченою» (містичний шлюб).

## Святі

### 1 Катерина Олександрійська

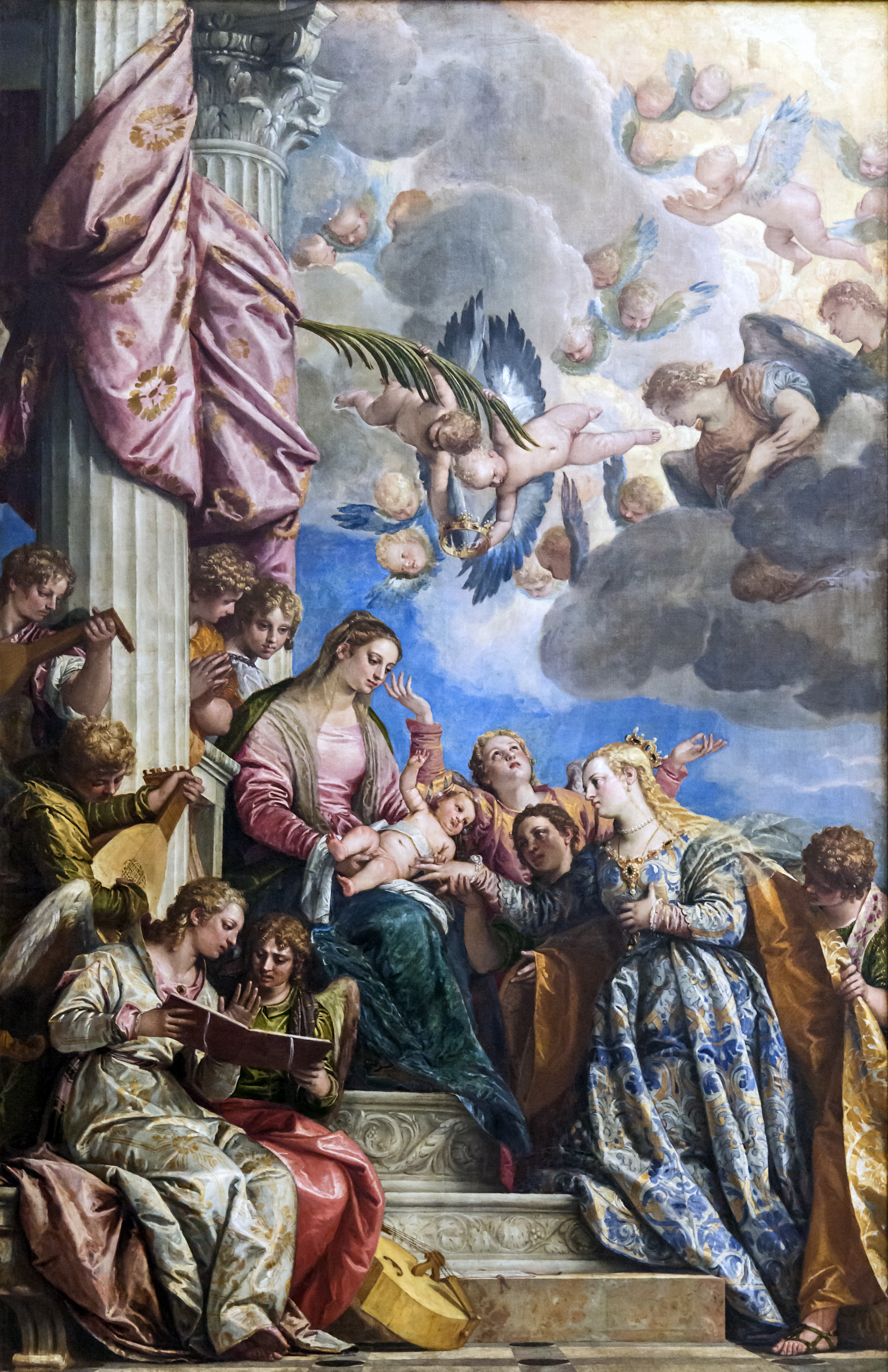
Паоло Веронезе, «Містичне заручення святої Катерини», бл. 1575. Галерея Академії, Венеція

Свята Катерина Олександрійська — великомучениця III ст. н.е. з Єгипту. Один з епізодів її життя свідчить проте, що вона, за переказами, володіла незвичайною красою, мудрістю, хорошим характером і т. д. Вона оголосила своїм батькам, що вийде заміж лише за того, хто перевершить її по всім цим якостям. Мати Катерини, таємна християнка, відвела її до самітника, який повідав дівчині про схожого юнака: «Знаю я одного дивовижного Юнака, котрий незрівнянно перевершує тебе в усіх твоїх даруваннях. Краса Його світліша сонячного світла; премудрість Його керує усіма чуттєвими і духовними створіннями; багатство Його скарбів поширене по всьому світу і ніколи не зменшується; а висота Його роду невимовна і незбагненна. У всьому світі немає подібного Йому».
Через деякий час Катерина мала видіння і прийняла хрещення. Після хрещення у неї трапилося нове видіння: вона перенеслася на небеса і постала перед Ісусом Христом і Дівою Марією, яка вручила її руку своєму синові. Ісус вручив їй обручку і назвав своєю нареченою. (Подібна тема містичного шлюбу з божеством є типовою для екстатичної міфології східного Середземномор'я і Анатолії.)
Пізніше Катерина Олександрійська прийняла мученицьку смерть. В православних іконах «Містичне заручення Катерини» зображується виключно цією святою, оскільки лише вона була канонізована до поділу церков.
Деякі дослідники припускають, що виникнення сюжету заручення є версію, яка немає підтвердження фактів.

### 2 Катерина Сієнська

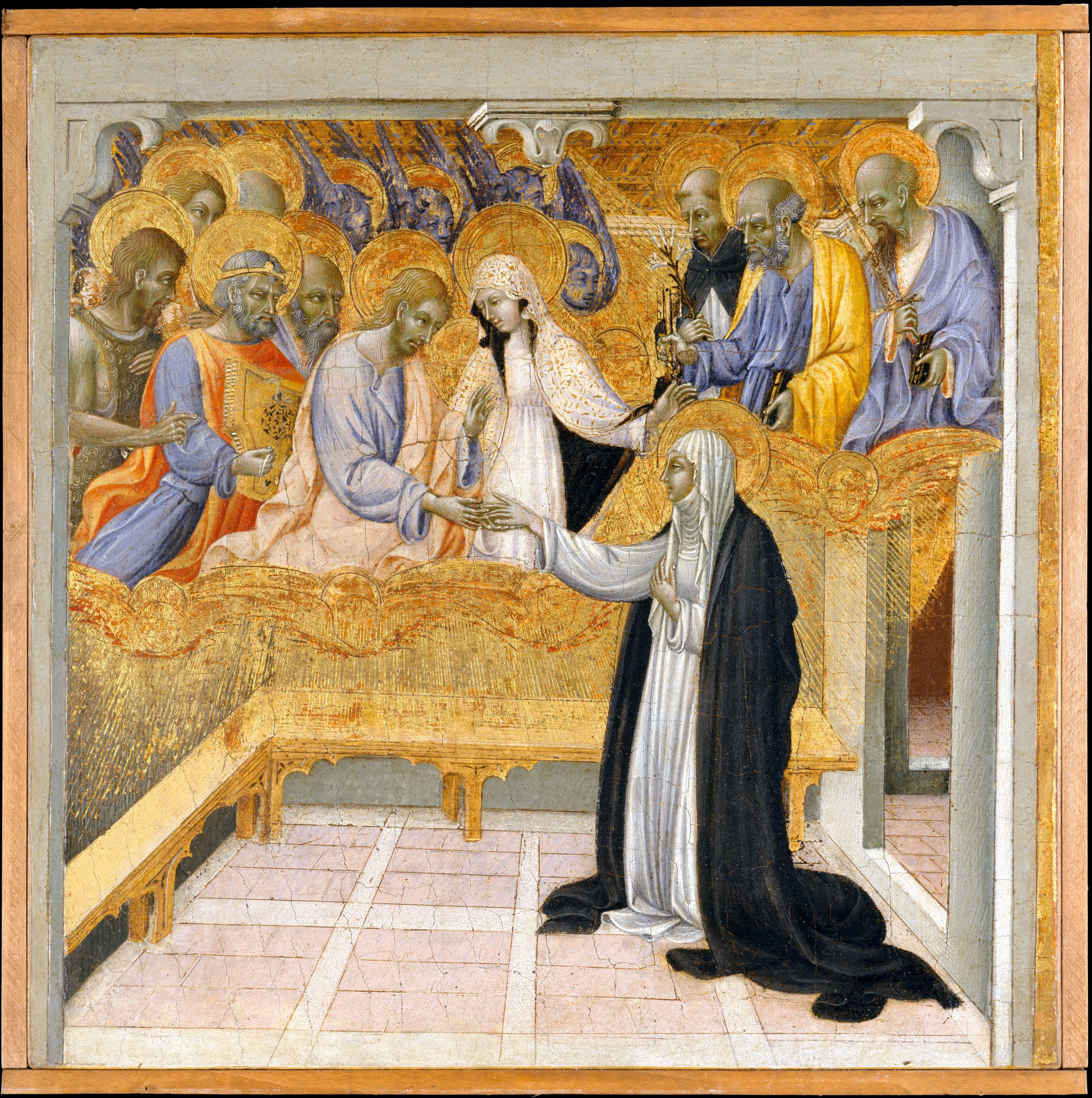
Джованні ді Паоло, «Містичне заручення святої Катерини», Музей Метрополітен, Нью-Йорк, ок. 1460

Свята Катерина Сієнська  — монахиня і Учитель Церкви XIV ст. з Італії, католицька свята. У своєму монашому житті в чомусь орієнтувалась на приклад святої Катерини Олександрійської, на честь якої була хрещена, вона повторила епізод із заручинами з Христом.
Відбулося це так: в 1367 році, коли все місто Сієна святкувало карнавал, дівчина віддала перевагу молитві Господу: «! Поєднатися зі мною шлюбом у вірі». І тут перед нею з'явився Господь, який сказав: ""."Нині, коли решта розважаються, Я вирішив відсвяткувати з тобою свято твоєї душі" У Катерини трапилось видіння, під час якого вона появилася на небесах, де побачила небесне військо, Ісуса і Богоматір.
Діва Марія, як і в попередньому випадку, простягнула руку дівчини своєму синові. Він надів їй на руку золоте колечко з прекрасним алмазом і чотирма перлинами і сказав: «Це, Я єднаюся з тобою шлюбом у вірі, Я — Творець і Спаситель твій. Ти збережеш цю віру незаплямованою доти, поки не зійдеш на небо святкувати зі мною вічний шлюб». Колечко залишалося на руці Катерини до кінця життя, але було невидимим для всіх, окрім неї.
Відтоді в Сієні під час карнавалу, процесії і замасковані міщани не повинні проходити по вулиці Фонтебранда, де було відсвятковане це весілля. На цьому будинку є напис: «Це будинок Катерини, Нареченої Христової».

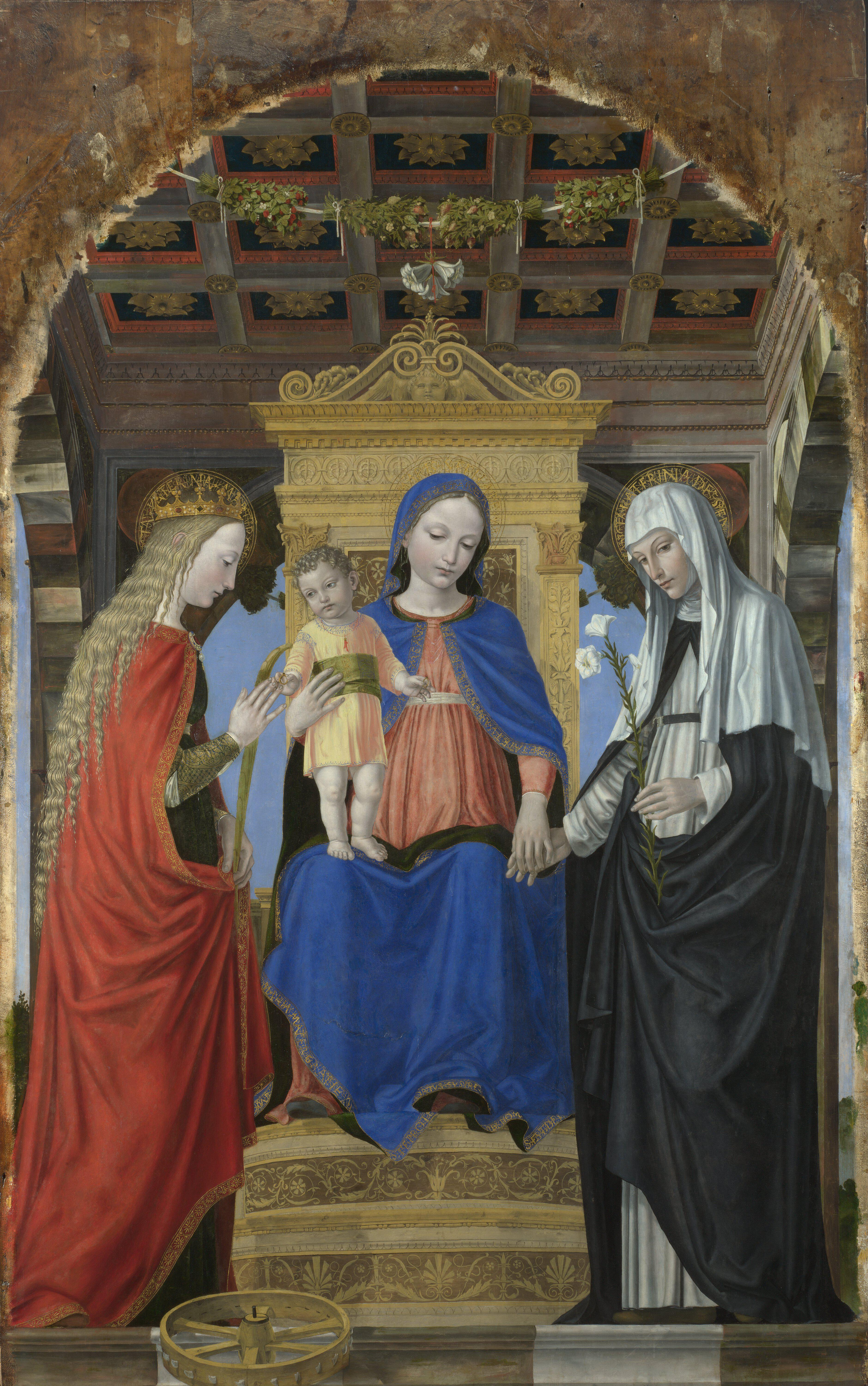
Амброджо Бергоньоне, «Містичне заручення з святими Катериною Олександрійською і Катериною Сієнською»

## Іконографія

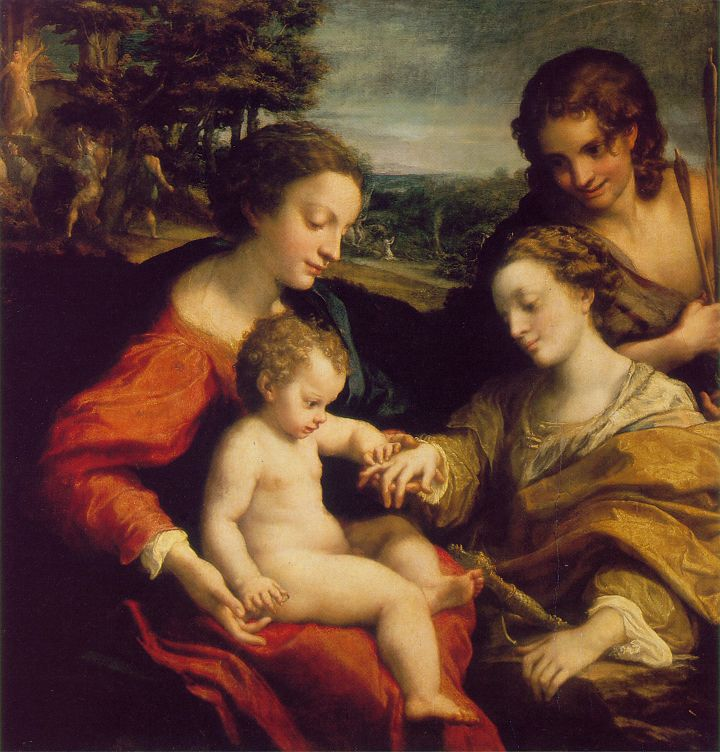
Корреджо, «Заручення св. Катерини», Лувр

Важко визначити хто саме з цих святих зображений на картині, якщо це не вказано у назві. Зазвичай допомагають атрибути: Катерина Сієнська була черницею, а Олександрійська — принцесою, тому одна з них може бути зображена в рясі, а інша зображується в розкішних свитах (як правило, червоних — символ мучеництва) і царському вінці.
Як правило, Ісус Христос — наречений зображується у вигляді немовлятка (ймовірно, щоб знизити гендерний аспект його сприйняття). Його тримає Діва Марія, часто засідаючи на троні, поруч можуть бути присутніми інші святі. Рідкісний приклад — полотно Бергоньоне, на якому Ісус заручається одночасно з обома Катеринами.
Варіанти назв: англ. «The Mystic Marriage of St Catherine», італ. «Matrimonio mistico di S. Caterina», нім. «Mystische Hochzeit der Hl. Katharina (Die mystische Vermählung)» .
В число майстрів, які створили свої варіації на цей сюжет, входять: П'єро ді Козімо, Герард Давид, Ганс Мемлінг, Лукас Кранах старший, Пінтуріккьо, Фра Бартоломео (декілька варіантів), Паоло Веронезе (декілька варіантів, у т.ч. «Містичне заручення святої Катерини», бл. 1575. Галерея Академії, Венеція), Лоренцо Лотто (декілька варіантів), Корреджо (декілька варіантів), Хусепе Рібера, Парміджаніно, Антоніс ван Дейк і т. д.